# 豇豆花叶病毒亚科
豇豆花叶病毒亚科（Comoviridae），与伴生病毒科合并前曾为科。

## 分类
- 豇豆花叶病毒屬（Comovirus）
代表種：豇豆花叶病毒（Cowpea mosaic virus）
- 蠶豆病毒屬（Fabavirus）
代表種：蠶豆萎蔫病病毒1型（Broad bean wilt virus 1）
- 線蟲傳多面體病毒屬（Nepovirus）
代表種：煙草環斑病毒（Tobacco ringspot virus，也称菸草圓斑病毒）